# Fulco van Gulik
Fulco van Gulik (Voorburg, 1 augustus 1979) is een Nederlands voormalig professioneel wielrenner. Hij begon z'n carrière bij het Belgische Lotto. Deze ploeg verruilde hij na twee seizoenen voor Cycling Team Bert Story-Piels. Na drie jaar ging hij voor een jaar naar Ubbink-Syntec Cycling Team en sloot uiteindelijk zijn carrière af bij Krolstone Continental Team.
Van Gulik is getrouwd met wielrenster Pleuni Möhlmann, en hiermee aangetrouwde familie van Anne Riemersma en Gerrit en Peter Möhlmann.

## Belangrijkste overwinningen
2000
- Tour Beneden-Maas
- Omloop der Vlaamse Gewesten

2003
- 1e etappe Olympia's Tour
- 1e etappe OZ Wielerweekend
- Acht van Chaam

2004
- 2e etappe Ronde van Antwerpen
- 4e etappe Ronde van Antwerpen

2005
- Dorpenomloop Rucphen

## Grote rondes
Geen